# Tiso VIII da Camposampiero

Stemma Camposampiero

Tiso VIII Novello da Camposampiero (Padova, tra il 1261 e il 1263? – Padova, 6 luglio 1312) è stato un condottiero e politico italiano.

## I primi anni
Era figlio di Tiso VII da Camposampiero e di Ponzia da Canossa; quest'ultima gli fece da tutrice quando, nel 1266, morì il padre.
Ricevette, in quanto unico erede maschio, un vasto feudo che lui stesso si preoccupò di ampliare (possedeva sette villaggi nel territorio di Padova e due nel Trevigiano). Nel 1269 Florio da Camposampiero, un suo parente, designò per lui un feudo davanti al vescovo di Treviso, mentre nel 1272 il vescovo di Frisinga gli confermava Godego.

## L'amicizia con Gherardo da Camino
Come tutta la sua famiglia, anche Tiso VIII militò nel partito guelfo guidato dal marchese d'Este. Entrò nella scena politica sostenendo la signoria di Gherardo da Camino a Treviso, insediatosi come capitano generale nel 1283 scacciando i da Castelli, di parte ghibellina. Poco dopo, fu alla testa di un proprio contingente durante l'assedio di Gherardo ai Castelli. Per un anno a partire dal luglio del 1286 fu nominato podestà di Treviso dal Caminese, con il quale rinnovò la parentela sposandone la sorella Engelinda.
Gli ottimi rapporti con i Caminesi diedero al Camposampiero la possibilità di espandere i propri possedimenti nel Trevigiano, assumendo alcune terre ezzeliniane confiscate dal comune dopo la caduta del "Tiranno". Ebbe in affitto terreni a Romano, acquistò proprietà a San Zenone, Romano, Fonte e Mussolente. Tutti questi beni, tuttavia, tornarono al comune di Treviso dopo la sconfitta dei Caminesi.

## Il governo di Padova
Nel 1288 fu podestà di Ferrara, ma il fallito attentato a Obizzo II d'Este lo spinse a seguire il marchese a Modena.
Tornato definitivamente a Padova, fu una personalità di grande prestigio e particolarmente influente. Su sua richiesta, venne condannato a morte Alberto della Scala, suo attentatore (1299). Tra il 1303 e il 1304 fu podestà di Vicenza, allora dipendente da Padova. Alla sua presenza, il Consiglio maggiore di Padova strinse un'alleanza con Verona nel corso di una guerra contro la Repubblica di Venezia (1304).
Nel 1308 strinse per conto del comune di Padova un'alleanza con Azzo VIII d'Este, riconciliandolo con i fratelli Altobrandino II e Francesco. Li coalizzò quindi contro il governo ferrarese con a capo Fresco d'Este e appoggiato da Venezia.
Divenuto ormai capo indiscusso della fazione guelfa, di certo appoggiò la congiura del Tiepolo (1310). Dopo il fallimento si incontrò con lo stesso Baiamonte per organizzare un nuovo attacco (1311). Fu dunque un grande oppositore di Pietro Gradenigo e in effetti appoggiò l'abate di San Leonardo di Malamocco che querelava il doge per aver depredato il suo monastero.

## Lo scontro con gli Scaligeri e la morte
La situazione per Padova si fece critica nel 1311, quando l'imperatore Enrico VII impose alla città un proprio vicario, mentre Cangrande della Scala aveva occupato Vicenza. Il Camposampiero risulta tra gli otto sapientes (probabilmente il più influente) cui era affidata la difesa militare e la politica verso l'esterno. Quando Cangrande fu nominato vicario imperiale per Vicenza, Padova si ribellò, venne ucciso Guglielmo Novello Paltanieri, capo del partito ghibellino, e il Camposampiero, assieme ad altri nobili guelfi, divenne capo del governo. Combatté contro lo scaligero per la riconquista di Vicenza, ma morì per cause naturali proprio nel corso della guerra.
Nel suo testamento, stilato tre giorni prima di spirare, designava suoi eredi il nipote Guglielmo e il nascituro della seconda moglie e chiedeva di essere sepolto nella basilica di Sant'Antonio.
I cronisti sono concordi nel definirlo il più potente padovano dell'epoca e, probabilmente, il più grande dei Camposampiero.
Da Engelinda da Camino ebbe un figlio, Giacomo, che non gli sopravvisse ma che gli diede un nipote, Guglielmo III. Si risposò con Cunizza da Carrara, da cui ebbe un figlio, Tiso IX, nato dopo la sua morte.